# Atchison (Kansas)
Atchison es una ciudad ubicada en el condado de Atchison en el estado estadounidense de Kansas. En el año 2010 tenía una población de 11 021 habitantes y una densidad poblacional de 589,36 personas por km².

## Geografía
Atchison se encuentra ubicada en las coordenadas 39°33′45″N 95°7′42″O / 39.56250, -95.12833 (39.562499, -95.128257).

## Demografía
Según la Oficina del Censo en 2000 los ingresos medios por hogar en la localidad eran de $31,109 y los ingresos medios por familia eran $37,100. Los hombres tenían unos ingresos medios de $31,027 frente a los $20,262 para las mujeres. La renta per cápita para la localidad era de $14,441. Alrededor del 17.0% de la población estaban por debajo del umbral de pobreza.